# Eine Überwinterung im Eis

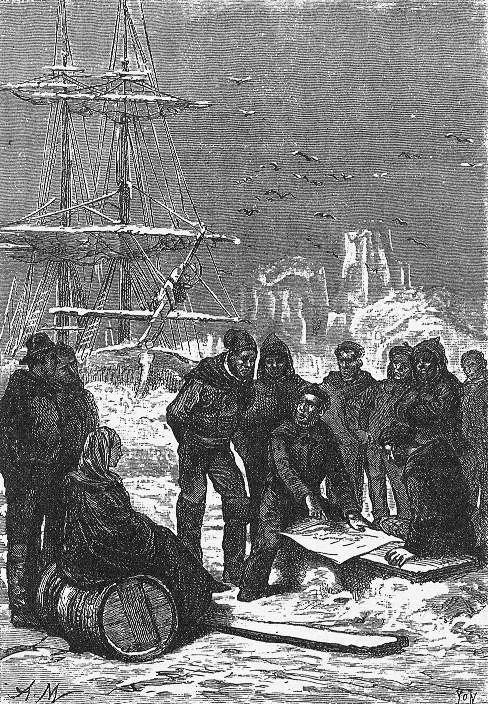
Illustration von Lorenz Froelich für die Kurzgeschichte Eine Überwinterung im Eis

Eine Überwinterung im Eis (auch Eine Überwinterung im Eise, Ein Winter im Eis oder Eine Winterkampagne im Eis) ist eine Kurzgeschichte des französischen Autors Jules Verne. Die Kurzgeschichte wurde erstmals unter dem französischen Titel Un hivernage dans les glaces in zwei Teilen im April 1855 und im Mai 1855 in der Zeitschrift Musée des Familles veröffentlicht. 1874 wurde die Geschichte dann erneut in der Sammlung von Erzählungen Eine Idee des Dr. Ox (Le Docteur Ox) veröffentlicht. Für diese Sammlung erhielt sie eine stilistische Überarbeitung.

## Handlung
In der Hafenstadt Dünkirchen wird der Pfarrer davon abgehalten die Messe zu lesen. Der alte Schiffer Johann Cornbutte will eine Abmachung einhalten. Sein Sohn ist Kapitän auf der Brigg Jeune-Hardie. Wenn dieses aus dem Nordmeer zurückkommt, soll die Trauung zwischen seinem Sohn und seiner Nichte Marie stattfinden. Während der Pfarrer die Messe durch seinen Vikar halten lässt, eilt Johann Cornbutte mit seiner in Brautkleidern erschienenen Nichte Marie zum Hafen. Das einfahrende Schiff zeigt jedoch die Trauerflagge. Ludwig Cornbutte ist nicht mehr an Bord. Von dem Obersteuermann André Vasling erfahren die entsetzten Anwesenden, was geschehen ist. In der Nähe des Mahlstromes bemerkte die Besatzung der Jeune-Hardie Notsignale. Der Kapitän Ludwig Cornbutte und zwei seiner Matrosen ließen sich mit der Schaluppe aussetzen, um dem Schiff zu Hilfe zu eilen. Die drei verschwanden bei Nebel im Sturm und gelten als verschollen. Sie werden später für tot erklärt.
Johann Cornbutte will sich jedoch nicht damit abfinden. Er stellt eine Suchmannschaft für seinen Sohn und dessen Kameraden zusammen. Marie verlangt an der Suche teilzunehmen. Der Obersteuermann André Vasling meldet sich als weiterer Teilnehmer an der Suchexpedition. Er buhlt offensichtlich um das Wohlwollen von Marie. Die Suchexpedition folgt der gesamten Reiseroute der Jeune-Hardie und überwintert in einer Bucht südlich der Insel Shannon in der Grönlandsee. Dort herrschen widrige Umgebungsbedingungen und es müssen verschiedene Maßnahmen als Schutz vor Schnee und Eis getroffen werden.
Eine Suchgruppe, die auf dem Eis in Richtung Norden nach den Vermissten sucht, wird nach einigen Schwierigkeiten fündig. Der junge Kapitän Ludwig Cornbutte wird zusammen mit einem Kameraden und zwei weiteren düsteren Matrosen von einem havarierten norwegischen Schiff gefunden. Als sie zu dem im Eis eingeschlossenen Schiff der Suchexpedition zurückkommen, beginnt ein Drama. Der Obersteuermann André Vasling verbündet sich mit den raubeinigen Norwegern, um den jungen Cornbutte und dessen Anhänger auszuschalten. Das Ziel Vaslings ist es, die wenigen Vorräte für sich und seine Anhänger zu haben und seinen Nebenbuhler Ludwig auszuschalten, um Marie für sich beanspruchen zu können. Eine Auseinandersetzung beginnt und das Gute gewinnt. Am Ende der Geschichte empfängt der alte Pfarrer Ludwig Cornbutte und Marie in Dünkirchen.

## Bibliografie (Auswahl)
- Jules Verne: Eine Überwinterung im Eis. In: Sven-R. Schulz (Hrsg.): In Eis und Schnee. Edition Dornbrunnen, Berlin 2017, ISBN 978-3-943275-27-8.
- Jules Verne: Eine Winterkampage im Eise - Heftreihe Abenteuer aus weiter Welt, Band 11. Neues Leben, Berlin 1956.